# Nanebevstoupení Páně
Nanebevstoupení Páně (latinsky Ascensio Domini) je křesťanské učení, že se Ježíš Kristus čtyřicet dní po svém zmrtvýchvstání vznesl do nebe. 

## Svátek
Podle Skutků apoštolů k události došlo na hoře Olivetské, kdy se Ježíš naposledy zjevil apoštolům a byl před jejich zraky vzat vzhůru a oblak jim ho zastřel.
Ježíš podle křesťanského učení vzhledem ke své božské podstatě na nebe vstoupil sám, na rozdíl od nanebevzetí Panny Marie, Marie je vzata do nebe, což ve výtvarném umění bývá znázorněno nesením anděly. V křesťanském kalendáři se událost připomíná svátkem Nanebevstoupení Páně.

## V umění
Ve výtvarném umění je nanebevstoupení oblíbeným námětem, zejména na chrámových klenbách a (v tympanonu) v západním průčelí nad vchodem do kostela. V románském, gotickém i renesančním pojetí často bývá Kristus orámován anděly nesenou mandorlou (svatozáří mandlového tvaru). Objevuje se též typ s Kristem mizejícím v oblaku, kdy už jsou vidět jen jeho nohy. V baroku stále oblíbený motiv je již zobrazován vždy bez mandorly. Na spodním okraji výjevu bývají znázorněni užasle hledící apoštolové, Panna Marie (symbol církve, kterou Kristus zanechal na zemi) a další symbolické postavy.